# Agydobás
Az Agydobás Lovas Lajos magyar író szatirikus sci-fi kalandregénye, mely 2005-ben jelent meg az Országút Kiadó gondozásában. A kötet 2006-ban Zsoldos Péter-díjat nyert.

## Történet
2022-ben magyar tudósok kifejlesztették a rendkívül magas hatékonysággal működő, jóságosan irányító mesterséges intelligenciát. Már négy példány el is készült, így a mesterséges agy egy-egy példányával megajándékoztuk az Európai Uniót és az Egyesült Államokat. Két ázsiai hatalom is szerezni akart MI-ket. Kína négy fedett ügynökkel akarta végrehajtatni a veszélyes akciót, a Nagy Népi Hurál Batu Timur Lenket bízta meg, hogy utazzon Európába, és ott költségeket nem kímélve szerezzen be egyet a már-már tökéletes irányító-gondolkodó rendszerekből. A regény ennek az olykor abszurd, máskor groteszk, burleszkszerűen kacagtató küzdelemnek a hiteles krónikája.
Legyen bár szatíra, paródia, humoros kalandregény vagy soha meg nem valósulható utópia, Lovas Lajos első regénye rendkívül szórakoztató és hamisítatlanul magyar. Olyasféle hungarikum, amire valóban büszkék lehetünk.

## Szereplők
- Rebeka Dessewffy (titkosügynök)
- Walter Kosciuszko (angol tábornok)
- Konsztantyin Caballero (brit védelmi miniszter)
- Szlobodan Grossschmidt (vezérőrnagy hadtápfőnök)
- François Lukasenko (francia külügyminiszter)
- Batu Timur Lenk (a Nagy Népi Hurál küldötte)
- Ping Pong, Táj Fun, To Fu és Sang Hai: kínai kémek